# خاژلاخ
خاژلاخ (به لهستانی:  Hażlach) یک روستا در لهستان است که در گمینا خاژلاخ واقع شده‌است. خاژلاخ ۱۲٫۳۳ کیلومتر مربع مساحت و ۲٬۲۲۱ نفر جمعیت دارد.